# 北葛西
北葛西（きたかさい）は、東京都江戸川区の町名。現行行政地名は北葛西一丁目から北葛西五丁目。住居表示実施済区域。

## 地域
東京都江戸川区南部、葛西地域の北西に位置する。面積は1.6855平方kmで、区内で9番目に大きな町である。地区の西辺を荒川が南北に流れて江戸川区・江東区境を画し、江戸川区中心部とは新川で隔てられている。隣接する地域は、北は船堀二・七丁目および宇喜田町、東は中葛西一丁目、南は西葛西一・三・四丁目、西は中川および荒川を挟んで対岸は江東区となる。
北葛西は区内で12番目に人口が多い町であり、8540世帯、1万9437人（2011年1月）が在住している。町域内は閑静な住宅市街地が大半を占め、比較的整備された町並みが広がる。人口密度はバラつきがあり、東京都住宅供給公社の宇喜田第一住宅などがある4丁目は、区内で第六位である。しかし1～3丁目は低いので、全体としては区内48町中36位となっている。

### 地価
住宅地の地価は、2025年（令和7年）1月1日の公示地価によれば、北葛西2-27-22の地点で42万円/m2となっている。

## 歴史
1596年（慶長元年）に宇田川定氏によって開発された、宇喜田の一部である。元禄時代に東宇喜田村（東葛西）と分かれて西宇喜田村になり、明治時代には近隣の村々と合併して葛西村になった。昭和時代に江戸川区が誕生すると宇喜田町となったが、1978年（昭和53年）以降の住居表示の実施により、南船堀町と共に北葛西として再編された。しかし一部は地名変更を拒否して宇喜田町のまま残った為、現在の町の形は凹型になっている。昔の村の中心地は新川やその分流である宇喜田川沿いにあったようである。分流は戦後、次第に埋め立てられたが、現在でも分流と併走していた棒茅場通り（ぼうしばどおり）は昔の集落の面影を残している。

## 世帯数と人口
2025年（令和7年）1月1日現在（江戸川区発表）の世帯数と人口は以下の通りである。
| 丁目         | 世帯数    | 人口     |
| ------------ | --------- | -------- |
| 北葛西一丁目 | 1,782世帯 | 3,372人  |
| 北葛西二丁目 | 2,888世帯 | 5,554人  |
| 北葛西三丁目 | 458世帯   | 984人    |
| 北葛西四丁目 | 2,766世帯 | 5,938人  |
| 北葛西五丁目 | 1,626世帯 | 3,421人  |
| 計           | 9,520世帯 | 19,269人 |

### 人口の変遷
国勢調査による人口の推移。
| 年                 | 人口   |
| ------------------ | ------ |
| 1995年（平成7年）  | 17,028 |
| 2000年（平成12年） | 18,317 |
| 2005年（平成17年） | 19,398 |
| 2010年（平成22年） | 19,770 |
| 2015年（平成27年） | 19,821 |
| 2020年（令和2年）  | 19,859 |

### 世帯数の変遷
国勢調査による世帯数の推移。
| 年                 | 世帯数 |
| ------------------ | ------ |
| 1995年（平成7年）  | 6,435  |
| 2000年（平成12年） | 7,200  |
| 2005年（平成17年） | 7,818  |
| 2010年（平成22年） | 8,293  |
| 2015年（平成27年） | 8,439  |
| 2020年（令和2年）  | 8,807  |

## 学区
区立小・中学校に通う場合、学区は以下の通りとなる(2023年4月時点)。なお、江戸川区では学校選択制度を導入しており、区内全域から選択することが可能。。
| 丁目         | 番地             | 小学校                   | 中学校                   |
| ------------ | ---------------- | ------------------------ | ------------------------ |
| 北葛西一丁目 | 15〜19番         | 江戸川区立船堀小学校     | 江戸川区立松江第一中学校 |
| 北葛西一丁目 | 1〜14番 20〜25番 | 江戸川区立第五葛西小学校 | 江戸川区立葛西第二中学校 |
| 北葛西二丁目 | 全域             | 江戸川区立第五葛西小学校 | 江戸川区立葛西第二中学校 |
| 北葛西三丁目 | 5〜9番           | 江戸川区立宇喜田小学校   | 江戸川区立葛西第二中学校 |
| 北葛西三丁目 | 1〜4番           | 江戸川区立第三葛西小学校 | 江戸川区立西葛西中学校   |
| 北葛西四丁目 | 全域             | 江戸川区立第三葛西小学校 | 江戸川区立西葛西中学校   |
| 北葛西五丁目 | 全域             | 江戸川区立宇喜田小学校   | 江戸川区立葛西第二中学校 |

## 事業所
2021年（令和3年）現在の経済センサス調査による事業所数と従業員数は以下の通りである。
| 丁目         | 事業所数  | 従業員数 |
| ------------ | --------- | -------- |
| 北葛西一丁目 | 87事業所  | 1,098人  |
| 北葛西二丁目 | 145事業所 | 1,365人  |
| 北葛西三丁目 | 37事業所  | 406人    |
| 北葛西四丁目 | 120事業所 | 2,671人  |
| 北葛西五丁目 | 62事業所  | 1,243人  |
| 計           | 451事業所 | 6,783人  |

### 事業者数の変遷
経済センサスによる事業所数の推移。
| 年                 | 事業者数 |
| ------------------ | -------- |
| 2016年（平成28年） | 414      |
| 2021年（令和3年）  | 451      |

### 従業員数の変遷
経済センサスによる従業員数の推移。
| 年                 | 従業員数 |
| ------------------ | -------- |
| 2016年（平成28年） | 5,031    |
| 2021年（令和3年）  | 6,783    |

## 交通

### 公共交通
鉄道
北葛西の町域内に鉄道駅は存在しない。しかし隣接する船堀・西葛西・中葛西にそれぞれ1駅が所在するため、地域住民の鉄道交通機関の利用に困難は少ないようである。以下、最寄駅を記述する。
- 東京都交通局
  - 新宿線：船堀駅（船堀）
- 東京メトロ
  - 東西線：西葛西駅（西葛西）・葛西駅（中葛西）

路線バス
- 東京都交通局（都営バス）
  - 新小21系統：西葛西駅〜船堀駅〜江戸川区役所〜新小岩駅
  - 西葛26系統：船堀駅〜くすのきカルチャーセンター〜西葛西駅〜東京臨海病院〜葛西臨海公園駅
  - 葛西24系統：船堀駅〜宇喜田第一住宅〜葛西駅〜堀江団地〜なぎさニュータウン

### 道路・橋梁
道路
- 東京都道10号東京浦安線
- 東京都道308号千住小松川葛西沖線（船堀街道）

橋梁
- 宇喜田橋

## 施設
公共施設
- 北葛西コミュニティ会館

教育
- 江戸川区立宇喜田小学校
- 江戸川区立第三葛西小学校
- 江戸川区立第五葛西小学校

公園
- 宇喜田公園
- 行船公園
- 中央公園

企業
北葛西には429の事業所があり、5012人が働いている。近隣の西葛西や東葛西と比べると小規模だが、事業所数は48町中24位、従業者数は17位で、区内としては平均的なビジネス街である。事業所当たりの従業員数（約12人）は区内の平均（約9人）を上回っており、中規模な事業所が多いようである。業種は卸売業・小売業（24％）、運輸業（17％）、製造業（12％）、建設業（10％）、宿泊業・飲食サービス業（9％）が多いようである。また区の平均と比較すると運輸業（2.26倍）と複合サービス業（1.59倍）の比率が高く、金融業（0.22倍）と情報通信業（0.35倍）が低いようである。学術研究の従業者は区内最多（758人）で、区内の約2割を占めている。大半が1丁目に集中しており、第一三共RDノバーレ株式会社に勤務しているようである。

## 史跡
- 法蓮寺 - 宇田川定氏の追悼の寺。1626年（寛永3年）創建。なお宇田川氏の菩提寺は、東小松川の源法寺である。
- 宇喜田稲荷神社 - 西宇喜田村の鎮守。1643年（寛永20年）創建。

## その他

### 日本郵便
- 郵便番号 : 134-0081[3]（集配局 : 葛西郵便局[22]）。